# Simbaci II (segle IV)
Simbaci II Bagratuní (en armeni Սմբատ Բ Բագրատունի) fou un noble armeni del segle iv, de la casa dels Bagràtides.
Fill de Bagrat Bagratuní I, fou, com el seu pare i el seu avi, senyor de Sper a Armènia i també, en tant que cap de la casa Bagratuní, aspet (mestre de cavalleria) i thagadir (posa-corona) dels reis d'Armènia. Fou el pare probable d'Isaac Bagratuní I.
Apareix el 371, quan, els armenis venceren en la batalla de Bagrevand contra els perses, va perseguir les altres tropes del Nakharar armeni Meruzanes I Arzeruni a les zones humides de la província de Kogovit. Va derrotar les tropes de Meruzanes i executà el príncep apostata, arrencant-li el cap. Simbaci va dipositar una corona de ferro vermella sobre el seu cap.